# Троценко Ігор Анатолійович
І́гор Анато́лійович Троце́нко (23 серпня 1970 — 29 серпня 2014) — молодший сержант Збройних сил України, учасник російсько-української війни.

## Короткий життєпис
Народився 1970 року в селі Вербки Павлоградського району Дніпропетровської області. Закінчив середню школу. Пройшов строкову військову службу.
У 2014 році був призваний до Збройних Сил України за мобілізацією. Службу проходив на посаді санітарного інструктора 3-ї роти 93-ї ОМБр.
Загинув під час виходу з оточення під Іловайськом на перехресті доріг з с. Побєда до с. Новокатеринівка (Старобешівський район) Донецької області, поруч зі ставком. Ексгумований пошуковцями Місії «Ексгумація-200» («Чорний тюльпан») 11 вересня 2014-го, привезений до міста Запоріжжя. Вважався зниклим безвісти.
Станом на січень тривала експертиза. Впізнаний за експертизою ДНК.
Без Ігоря лишились дружина Тетяна Миколаївна та син Данило Ігорович.

## Нагороди та вшанування
За особисту мужність і самовіддані дії, виявлені у захисті державного суверенітету та територіальної цілісності України, відзначений — нагороджений
- 27 червня 2019 року — орденом «За мужність» III ступеня (посмертно)[3]
- Його портрет розміщений на меморіалі «Стіна пам'яті полеглих за Україну» у Києві: секція 3, ряд 9, місце 28
- Вшановується 29 серпня на щоденному ранковому церемоніалі вшанування українських захисників, які загинули цього дня у різні роки внаслідок російської збройної агресії[4]